# Tomlinson Holman
Tomlinson Holman ist ein US-amerikanischer Toningenieur und Mitbegründer von THX, einem Qualitätssiegel für hochwertige Tonwiedergabe in Kinos und bei Heimkinoanlagen.

## THX
Als Mitarbeiter von George Lucas’ Tonstudio Sprocket Systems entwickelte Holman im Jahr 1982 ein Normensystem, das die Akustik vom Tonstudio bis zum Kinosaal vereinheitlichen sollte, um die Vorführqualität im Tonstudio der Tonwiedergabe in öffentlichen Kinos anzugleichen. Obwohl der Klang im Tonstudio gut abgemischt wurde, konnte der Zuschauer in vielen Kinos aufgrund der schlechten technischen und raumakustischen Gegebenheiten vom guten Ton nur wenig mitbekommen. Zu Holmans Normung gehörte nicht nur die eingesetzte Technik, sondern auch die Beschaffenheit der Räumlichkeiten, in denen der Ton abgespielt wurde.
Auf dieser Grundlage entwickelte Holman in Zusammenarbeit mit Mitarbeitern von Sprocket Systems eine Anordnung von Lautsprechern, die in die spezifische Akustik des Synchronateliers von Sprocket Systems integriert war. Dieses so genannte THX Sound System konnte sich in fast jedem beliebigen Kino an die jeweilige Charakteristik und Konstruktion anpassen. So wurde eine Liste mit Kriterien aufgestellt, die ein professionelles Kino einhalten musste, um die so genannte THX-Lizenz zu bekommen.
Infolgedessen gründete George Lucas 1983 die THX Ltd., die dieses Qualitätssiegel seither an Kinos und mittlerweile auch an Heimkinoanlagen vergibt.
Im Jahr 2007 erhielt er den IEEE Masaru Ibuka Consumer Electronics Award.

## Audyssey
Im Jahre 2002 gründet Tomlinson Holman zusammen mit Sunil Bharitkar und Philip Hilmes die Firma Audyssey Laboratories Inc., deren Entwicklungen heutzutage in vielen Heimkino-Verstärkern zu finden sind.